# Silje Norendal
Silje Norendal (* 1. September 1993 in Kongsberg) ist eine ehemalige norwegische Snowboarderin. Sie war in den Disziplinen Slopestyle, beim Halfpipe und im Snowboardcross aktiv sowie für den norwegischen Sportverein Kongsberg IF tätig.

## Werdegang
Norendal nimmt seit 2007 an Wettbewerben der TTR World Snowboard Tour teil. Dabei holte sie im März 2008 auf der Halfpipe bei der Evolver Tour in Kongsberg ihren ersten Sieg. Ihr erstes FIS-Weltcuprennen fuhr sie im Februar 2009 in Cypress Mountain, welches sie auf dem 33. Platz im Halfpipe-Wettbewerb beendete. Bei den Winter X Games Europe 2010 in Tignes belegte sie den fünften Platz im Slopestyle-Wettbewerb. In der Saison 2010/11 siegte sie im Slopestyle bei den Rip Curl Sista Sessions in Mayrhofen und auf der Halfpipe beim Swag Pipe Jam in Tryvann und errang den dritten Platz bei den Burton US Open im Stratton Mountain Resort. Im März 2011 gewann sie Silber im Slopestyle bei den Winter X Games Europe in Tignes. Bei den Snowboard-Weltmeisterschaften 2012 in Oslo kam sie auf den 21. Rang im Slopestyle. Im März 2013 gewann sie bei den Winter X Games Europe die Goldmedaille im Slopestyle.
Zum Beginn der Saison 2013/14 siegte sie im Slopestyle bei The Mile High in Perisher Blue. Im weiteren Saisonverlauf belegte sie den dritten Platz bei den Burton High Fives in Cardrona, bei den Dew Tour iON Mountain Championships in Breckenridge und beim Community Cup in Keystone. Bei den Winter-X-Games 2014 in Aspen holte sie Gold im Slopestyle. Im Februar 2014 kam sie bei ihrer ersten Olympiateilnahme in Sotschi im erstmals ausgetragenen Slopestyle-Wettbewerb auf den 11. Platz. Die Saison beendete sie auf dem zweiten Platz in der Tour Slopestylewertung. Bei den Winter-X-Games 2015 wiederholte sie den Sieg im Slopestyle. Im folgenden Jahr wurde sie den Winter-X-Games 2016 und bei den Laax Open jeweils Vierte im Slopestyle. In der Saison 2016/17 kam sie im Weltcup mit drei Top-Zehn-Platzierungen, darunter Platz drei im Slopestyle am Kreischberg auf den 19. Platz im Freestyle-Weltcup. Bei den Winter-X-Games 2017 wurde sie Fünfte im Slopestyle. Im März 2017 gewann sie bei den X-Games Norway 2017 in Hafjell die Goldmedaille im Big Air. Zudem errang sie dort den achten Platz im Slopestyle. Bei den Snowboard-Weltmeisterschaften 2017 in Sierra Nevada holte sie die Bronzemedaille im Big Air.
In der Saison 2017/18 errang Norendal, mit Platz drei im Big Air in Copper Mountain und Rang zwei im Slopestyle auf der Seiser Alm, jeweils den sechsten Platz im Freestyle-Weltcup und Big Air Weltcup und den vierten Platz im Slopestyle-Weltcup. Ende Januar 2018 wurde sie bei den Winter-X-Games Vierte im Big Air und im Mai 2018 bei den X-Games Norway in Fornebu Sechste im Big Air. Bei den Olympischen Winterspielen 2018 in Pyeongchang im erstmals im Rahmen der olympischen Snowboard-Bewerbe ausgetragenen Big Air erreichte sie am 22. Februar hinter Anna Gasser den sechsten Platz und im Slopestyle den vierten Rang. In der Saison 2018/19 erreichte sie im Weltcup mit drei Top-Zehn-Platzierungen, darunter Platz drei im Slopestyle am Kreischberg und Rang eins in Laax, den achten Platz im Freestyle-Weltcup und den vierten Rang im Slopestyle-Weltcup. Bei den Winter-X-Games 2019 wurde sie Fünfte im Slopestyle. Bei den folgenden Weltmeisterschaften in Park City, gewann sie die Silbermedaille im Slopestyle.
2011 wurde sie norwegische Meisterin auf der Halfpipe und im Slopestyle. Im April 2014 gewann sie bei den norwegischen Meisterschaften im Slopestyle und im Big Air Wettbewerb. 2015 wurde sie nationale Meisterin im Slopestyle. In den Jahren 2017 und 2018 wurde sie norwegische Meisterin im Slopestyle und im Big Air.
Seit Juli 2018 ist Norendal mit dem Hockeyspieler Alexander Bonsaksen (* 1987) verlobt. Im Dezember 2020 gab sie ihre erste Schwangerschaft und ihren Rücktritt vom aktiven Sport bekannt.

## Sportliche Erfolge

### Olympische Spiele
| Datum         | Ort         | Disziplin  | Platz |
| ------------- | ----------- | ---------- | ----- |
| Feb. 2014     | Sotschi     | Slopestyle | 11    |
| 12. Feb. 2018 | Pyeongchang | Slopestyle | 4     |
| 22. Feb. 2018 | Pyeongchang | Big Air    | 6     |

### Weltcupsiege
| Nr. | Datum           | Ort  | Disziplin  |
| --- | --------------- | ---- | ---------- |
| 1.  | 18. Januar 2019 | Laax | Slopestyle |